# Fuita
|  | Per a altres significats, vegeu «fuita nuclear». |

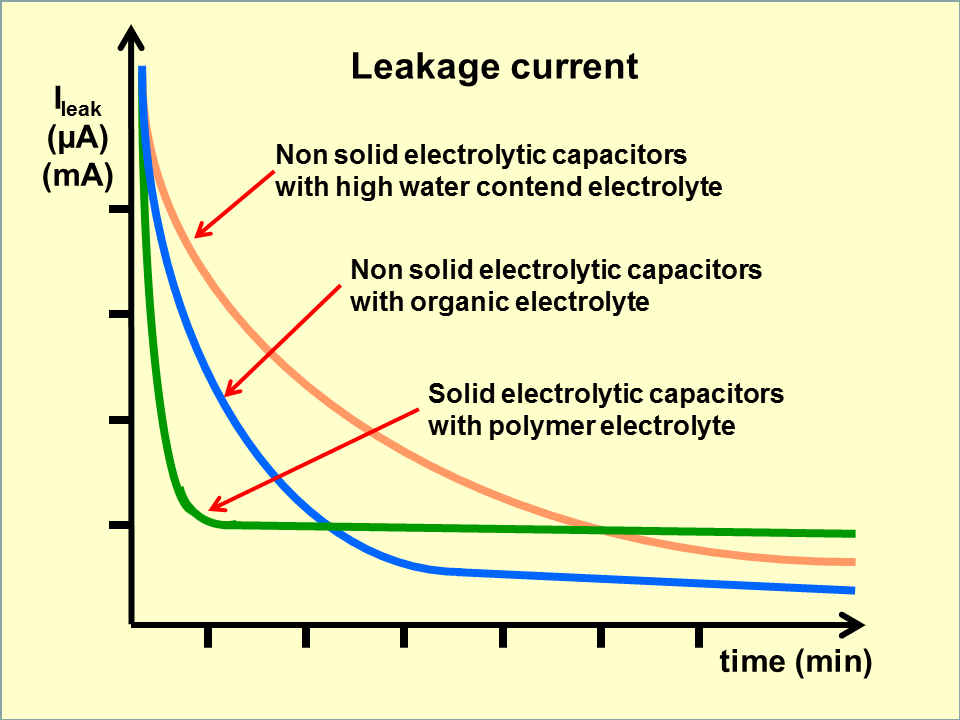
El comportament general del corrent de fuga dels condensadors electrolítics depèn del tipus d'electròlit.

En electrònica, una fuita és la transferència gradual d'energia elèctrica a través d'un límit que normalment es considera aïllant, com ara la descàrrega espontània d'un condensador carregat, l'acoblament magnètic d'un transformador amb altres components o el flux de corrent a través d'un transistor en estat "apagat" o un díode en polarització inversa.
En condensadors: la pèrdua gradual d'energia d'un condensador carregat és causada principalment pels dispositius electrònics connectats als condensadors, com ara transistors o díodes, que condueixen una petita quantitat de corrent fins i tot quan estan apagats. Tot i que aquest corrent apagat és un ordre de magnitud inferior al corrent que passa pel dispositiu quan està encès, el corrent encara descarrega lentament el condensador. Un altre factor que contribueix a la fuita d'un condensador és la imperfecció no desitjada d'alguns materials dielèctrics utilitzats en els condensadors, també coneguts com a fuga dielèctrica. És el resultat de que el material dielèctric no és un aïllant perfecte i té una certa conductivitat diferent de zero, permetent que flueixi un corrent de fuga, descarregant lentament el condensador.

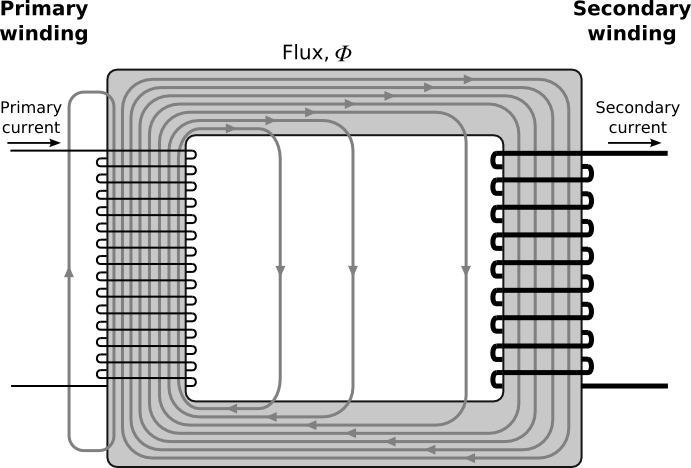
Flux de fuita (el que circula per l'aire, fora del nucli magnètic) en un transformador.

Un altre tipus de fuites es produeix quan el corrent surt del circuit previst, en lloc de fluir per algun camí alternatiu. Aquest tipus de fuita no és desitjable perquè el corrent que flueix pel camí alternatiu pot causar danys, incendis, soroll de RF o electrocució. Les fuites d'aquest tipus es poden mesurar observant que el flux de corrent en algun punt del circuit no coincideix amb el flux d'un altre. Les fuites en un sistema d'alta tensió poden ser fatals per a un humà en contacte amb la fuita, com quan una persona posa a terra accidentalment una línia elèctrica d'alta tensió.

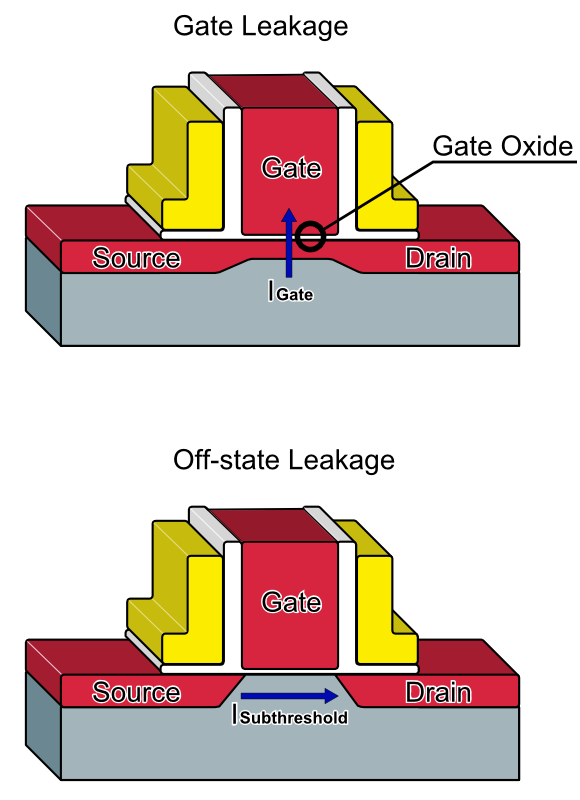
Transistor : fuita de la porta i fuita en estat OFF o apagat.

En transformadors: les fuites també poden significar una transferència no desitjada d'energia d'un circuit a un altre. Per exemple, les línies magnètiques de flux no estaran completament confinades dins del nucli d'un transformador de potència; un altre circuit pot acoblar-se al transformador i rebre una mica d'energia filtrada a la freqüència de la xarxa elèctrica, cosa que provocarà un brunzit audible en una aplicació d'àudio.
En semiconductors: en els dispositius semiconductors, les fuites són un fenomen quàntic on els portadors de càrrega mòbils (electrons o forats) fan un túnel a través d'una regió aïllant. La fuita augmenta exponencialment a mesura que disminueix el gruix de la regió aïllant. Les fuites de túnels també es poden produir a través d'unions de semiconductors entre semiconductors de tipus P i de tipus N molt dopats. A part del túnel a través de l'aïllant de la porta o les unions, els portadors també poden filtrar-se entre els terminals de font i drenatge d'un transistor de semiconductor d'òxid metàl·lic (MOS). Això s'anomena conducció subllindar. La font principal de fuga es produeix dins dels transistors, però els electrons també poden filtrar-se entre les interconnexions. Les fuites augmenten el consum d'energia i, si són prou grans, poden provocar una fallada completa del circuit.